# Itxassou
Itxassou is een gemeente in het Franse departement Pyrénées-Atlantiques (regio Nouvelle-Aquitaine). De plaats maakt deel uit van het arrondissement Bayonne. Itxassou telde op 1 januari 2022 2.204 inwoners.

## Geografie
De oppervlakte van Itxassou bedroeg op 1 januari 2022 39,37 vierkante kilometer; de bevolkingsdichtheid was toen 56 inwoners per km².

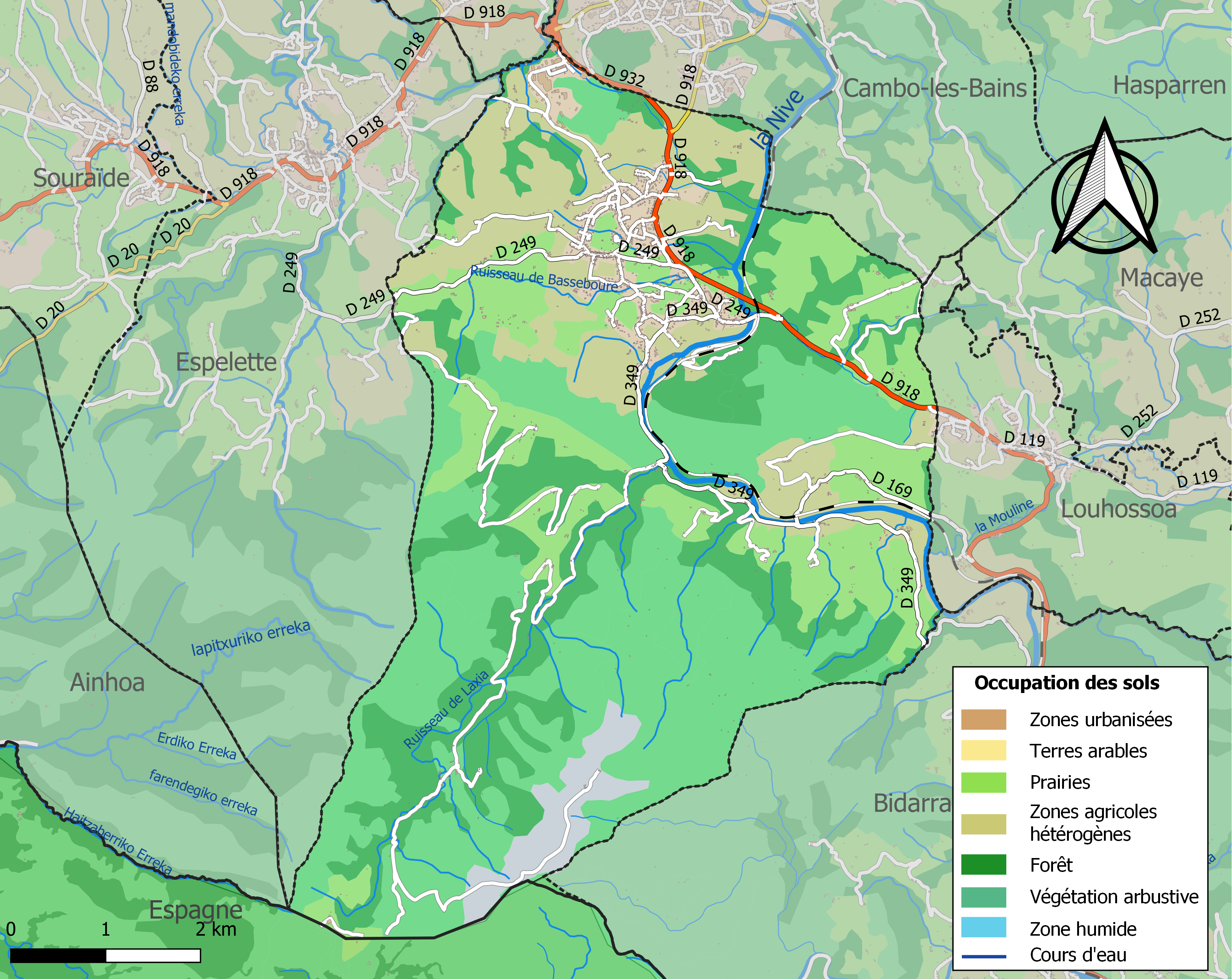
Kaart van de gemeente met belangrijkste infrastructuur, bodemgebruik en omliggende gemeenten

## Verkeer en vervoer
In de gemeente ligt spoorweghalte Itxassou.

## Demografie
Onderstaande figuur toont het verloop van het inwonertal (bron: INSEE-tellingen).